# Géographie du Haut-Rhin
Pour un article plus général, voir Haut-Rhin.
D'une superficie de 3 525,17 km2, le département du Haut-Rhin fait partie de la collectivité européenne d'Alsace. Il est limitrophe des départements du Bas-Rhin, des Vosges et du Territoire de Belfort. Il partage 66,44 kilomètres de frontières avec l'Allemagne à l'est (land du Bade-Wurtemberg), le long du Rhin, et 78,37 km avec la Suisse au sud (cantons du Jura, de Soleure, de Bâle-Campagne et de Bâle-Ville). Le point culminant du Haut-Rhin se situe au Grand Ballon, dans le massif des Vosges à 1 424 m d'altitude, et le plus bas à 179 m, le long du Rhin.
Le département du Haut-Rhin s'étend sur 3 525 km2. Il compte 758 723 habitants et est organisé administrativement en :
- 4 arrondissements ;
- 31 cantons ;
- 377 communes.

## Répartition du territoire équilibrée
L'utilisation du territoire (352 517 ha) se répartit de la façon suivante :